# Eastbourne International
Eastbourne International er en tennisturnering, der spilles på græs, og som årligt afholdes i slutningen af juni og starten af juli i ugen inden Wimbledon-mesterskaberne. Turneringen afvikles i Devonshire Park Lawn Tennis Club i Eastbourne på Storbritanniens sydkyst. Turneringen er en del af WTA Tour, hvor den er kategoriseret som en WTA 250-turnering, og ATP Tour, hvor den tilhører kategorien ATP 250. Den markedsføres pt. under navnet Rothesay International Eastbourne på grund af et sponsorat.
Turneringen udspringer af Sydengland-mesterskabet, der kan føre sin historie tilbage til 1880'erne, men blev relanceret som WTA-turnering i 1974, og den har siden da fungeret som den vigtigste optaktsturnering til Wimbledon-mesterskaberne for de kvindelige spillere, hvorfor deltagerfeltet oftest inkluderer hovedparten af verdens 20 bedste spillere. I perioden 2009-14 og siden 2017 har turneringen imidlertid også omfattet rækker i herresingle og herredouble tilknyttet ATP Tour.
Martina Navratilova er indehaver af rekorden for flest sejre i turneringen, idet hun i perioden 1978-93 vandt singletitlen 11 gange, og hun har også rekorden i doublerækken, hvor hun triumferede syv gange, heraf seks gange sammen med Pam Shriver.

## Historie
Den første lille turnering, der blev afholdt i Devonshire Park i Eastbourne, blev spillet i august 1881 og var en ren kvindeturnering. Det følgende år blev der spillet endnu en kvindeturnering, og da herretennis blev tilføjet i september 1882 blev det med det samme opfattet som en succes. Sportsavisen "The Field" skrev i september 1882, at der havde været arrangeret mange tennisstævner i Eastbourne i løbet af de seneste to sæsoner, men at disse til tider havde været forbeholdt faste beboere og de spillere, der var på besøg på i den fashionable badeby. Turneringerne havde imidlertid været en så stor succes, og stampublikummet i Devonshire Park havde sat så stor pris på dem, at Captain Holman - klubbens energiske sekretær − besluttede at afholde en turnering i større skala, der var åben for alle.
Turneringen voksede i popularietet i løbet af 1880'erne og blev kendt som Sydengland-mesterskaberne (South of England Championships), der hvert år afsluttede græstennissæsonen i september måned. Dette mesterskab blev domineret af tre engelske kvinder: Dorothea Chambers, der vandt titlen fem gange, Blanche Hillyard, der sejrede 11 gange, og Charlotte Sterry, der vandt turneringen fire gange. Ireren May Langrishe fra County Kilkenny vandt titlen i 1889 og 1890.
Man skulle helt hen til den første turnering efter første verdenskrig, før man kunne kåre den første udenlandske vinder af turneringen, da det californiske es, Elizabeth Ryan, i 1919 tog sig af sejren. Ryan vandt endda tre år i træk, eftersom hun fuldbyrdede sit hattrick ved også at vinde titlen i 1920 og 1921. Irene Peacock, der var født i Indien men sydafrikansk statsborger, overtog tronen som sydengelsk mester i 1922.
Phoebe Holcroft (senere Holcroft-Watson) spillede sig frem til alle seks finaler i perioden fra 1923 til 1928 og vandt fem af disse. Kun i 1924 måtte hun tage til takke med andenpladsen. Phyllis King endte som vinder tre gange (i 1930, 1933 og 1939), og Chiles Anita Lizana blev mester i 1936.
Den første spiller, der vandt både Wimbledon-mesterskabet og Sydengland-mesterskabet i damesingle i samme sæson, var briten Dorothy Round, der udførte den bedrift i 1934.
Efter anden verdenskrig begyndte de fleste internationale tennisturneringer at blive domineret af amerikanere, men det var ikke tilfældet i Eastbourne, fordi Sydengland-mesterskaberne blev spillet på samme tid som de amerikanske mesterskaber i Forest Hills ved New York City, hvor amerikanerne af gode grunde foretrak at deltage.
Ann Haydon var et blot 18-årigt uslebet talent fra Birmingham, da hun i 1957 besejrede sin landsmandinde Angela Mortimer i finalen. Begge blev senere Wimbledon-mestre, eftersom Haydon vandt Wimbledon-titlen i 1969 under sit giftenavn Jones, og hun vandt endnu en gang i Eastbourne i 1970.
Australieren Faye Toyne blev den sidste udenlandske sejrskvinde i Eastbourne inden den åbne æra, da hun vandt Sydengland-mesterskabet i 1964. Sydengland-mesterskaberne i Eastbourne blev flyttet fra september til juli, og var dermed placeret umiddelbart efter Wimbledon-mesterskaberne i sæsonerne 1968 og 1969.

### Den åbne æra: Optakt til Wimbledon
Den følgende sæson blev turneringen i Eastbourne for første gang en optaktsturnering til Wimbledon-mesterskaberne, da den blev flyttet til juni måned, hvor den siden da er blevet spillet som en af de vigtigste forberedelsesturneringer til Wimbledon-mesterskaberne for de kvindelige spillere, hvilket har betydet, at turneringen år efter år har kunnet præsentere et deltagerfelt af højeste kvalitet.
Højnelsen af det sportslige niveau og indførelse af præmiepenge og sponsorater påvirkede dog de britiske spilleres chance for at vinde titlen i Devonshire Park, og siden da har Ann Jones (1970) og Virginia Wade (1975) været de eneste engelske vindere af singletitlen. Siden Wade tabte finalen i 1976, har ingen britiske spillere været i finalen.
Der var intet Sydengland-mesterskab i 1973, men turneringen blev relanceret som WTA-turnering i 1974. Men det var som en ren kvindeturnering, så æraen med sydengelske mesterskaber for mænd sluttede altså i 1972. Turneringen blev ikke spillet i 1977, fordi Devonshire Park Lawn Tennis Club var vært for Federation Cup 1977.
Den tjekkoslovakisk fødte amerikanske legende, Martina Navratilova, dominerede Eastbourne-turneringen fra 1978 til 1993 og blev Centre Court-publikummets store yndling, da hun vandt 11 single- og syv doubletitler. Da hun i 2004 som 47-årig ansøgte om et wildcard til hovedturneringen, følte hun sig svigtet af arrangørerne, der afslog ansøgningen og i stedet tilbød hende et wildcard til kvalifikationen. Hun tabte i anden kvalifikationsrunde og har nærmest ikke vist sig i Eastbourne siden da. Hun havde ikke forventet den behandling efter at have spillet 13 singlefinaler og syv gange opnået at vinde titlerne i både Eastbourne og Wimbledon inden for 14 dage.
Amerikaneren Chris Evert (1974 og 1976) og tjekken Jana Novotná (1998) formåede også at vinde Eastbourne International og derefter Wimbledon-mesterskabet to uger senere.
Da Eastbourne International i 2009 blev fusioneret med ATP-turneringen Nottingham Open, og dermed blev udvidet med en herresingle- og herredoublerække, forventede publikum, at turneringen ville udvikle sig til et mini-Wimbledon, men blev skuffede over det svage deltagerfelt i mændenes rækker i forhold til kvindernes. Den amerikanske stjerne Andy Roddick tilførte begivenheden lidt glamour, da han vandt turneringen i 2012, men de bedste herrespillere valgte fortsat at forberede sig til Wimbledon-mesterskaberne ved Queen's Club-mesterskaberne og Gerry Weber Open i ugen inden Eastbourne-turneringen, og resultatet blev, at mændenes rækker blev flyttet tilbage til Nottingham igen, efter at spanieren Feliciano Lopez vandt herresingletitlen to år i træk i 2013 og 2014. Efter en pause på to år vendte mændene igen tilbage til Eastbourne i 2017, hvor Novak Djokovic var tilmeldt som den eneste af de største stjerner.

## Sponsorater og navnehistorik
| Periode   | Sponsoreret turneringsnavn                            |
| --------- | ----------------------------------------------------- |
| 1974      | John Player Championships                             |
| 1975      | Eastbourne International                              |
| 1976-79   | Colgate International                                 |
| 1980-83   | BMW Championships                                     |
| 1984      | Eastbourne Championships                              |
| 1985-92   | Pilkington Glass Championships                        |
| 1993-94   | Volkswagen Cup                                        |
| 1995-2000 | Direct Line Insurance International Championships     |
| 2001-02   | Britanic Asset Management International Championships |
| 2003-07   | Hastings Direct International Championships           |
| 2008      | International Women's Open                            |
| 2009-17   | Aegon International Eastbourne                        |
| 2018-19   | Nature Valley International                           |
| 2021      | Viking International Eastbourne                       |
| 2022-24   | Rothesay International Eastbourne                     |

## Vindere og finalister

### Damesingle
Martina Navratilova er indehaver af rekorden for flest sejre i turneringen, idet hun i perioden 1978-93 vandt singletitlen 11 gange. Chris Evert vandt turneringen tre gange, mens syv spillere har vundet to damesingletitler i Eastbourne.
| År      | Mester                                   | Finalist                                 | Finaleresultat                           |
| ------- | ---------------------------------------- | ---------------------------------------- | ---------------------------------------- |
| 1974    | Chris Evert                              | Virginia Wade                            | 7−5, 6−4                                 |
| 1975    | Virginia Wade                            | Billie Jean King                         | 7−5, 4−6, 6−3                            |
| 1976    | Chris Evert (2)                          | Virginia Wade                            | 8−6, 6−3                                 |
| 1977    | Ingen turnering                          | Ingen turnering                          | Ingen turnering                          |
| 1978    | Martina Navratilova                      | Chris Evert                              | 6−4, 4−6, 9−7                            |
| 1979    | Chris Evert (3)                          | Martina Navratilova                      | 7−5, 5−7, 13−11                          |
| 1980    | Tracy Austin                             | Wendy Turnbull                           | 7−6(3), 6−2                              |
| 1981    | Tracy Austin (2)                         | Andrea Jaeger                            | 6−3, 6−4                                 |
| 1982    | Martina Navratilova (2)                  | Hana Mandlíková                          | 6−4, 6−3                                 |
| 1983    | Martina Navratilova (3)                  | Wendy Turnbull                           | 6−1, 6−1                                 |
| 1984    | Martina Navratilova (4)                  | Kathy Jordan                             | 6−4, 6−1                                 |
| 1985    | Martina Navratilova (5)                  | Helena Suková                            | 6−4, 6−3                                 |
| 1986    | Martina Navratilova (6)                  | Helena Suková                            | 3−6, 6−3, 6−4                            |
| 1987    | Helena Suková                            | Martina Navratilova                      | 7−6(5), 6−3                              |
| 1988    | Martina Navratilova (7)                  | Natasja Zvereva                          | 6−2, 6−2                                 |
| 1989    | Martina Navratilova (8)                  | Raffaella Reggi                          | 7−6(2), 6−2                              |
| 1990    | Martina Navratilova (9)                  | Gretchen Magers                          | 6−0, 6−2                                 |
| 1991    | Martina Navratilova (10)                 | Arantxa Sánchez Vicario                  | 6−4, 6−4                                 |
| 1992    | Lori McNeil                              | Linda Harvey Wild                        | 6−4, 6−4                                 |
| 1993    | Martina Navratilova (11)                 | Miriam Oremans                           | 2−6, 6−2, 6−3                            |
| 1994    | Meredith McGrath                         | Linda Harvey Wild                        | 6−2, 6−4                                 |
| 1995    | Nathalie Tauziat                         | Chanda Rubin                             | 3−6, 6−0, 7−5                            |
| 1996    | Monica Seles                             | Mary Joe Fernández                       | 6−0, 6−2                                 |
| 1997    | Jana Novotná og Arantxa Sánchez Vicario  | Jana Novotná og Arantxa Sánchez Vicario  | 6−5 afbrudt                              |
| 1998    | Jana Novotná (2)                         | Arantxa Sánchez Vicario                  | 6−1, 7−5                                 |
| 1999    | Natasja Zvereva                          | Nathalie Tauziat                         | 0−6, 7−5, 6−3                            |
| 2000    | Julie Halard-Decugis                     | Dominique Monami                         | 7−6(4), 6−4                              |
| 2001    | Lindsay Davenport                        | Magüi Serna                              | 6−2, 6−0                                 |
| 2002    | Chanda Rubin                             | Anastasija Myskina                       | 6−1, 6−3                                 |
| 2003    | Chanda Rubin (2)                         | Conchita Martínez                        | 6−4, 3−6, 6−4                            |
| 2004    | Svetlana Kuznetsova                      | Daniela Hantuchová                       | 2−6, 7−6(2), 6−4                         |
| 2005    | Kim Clijsters                            | Vera Dusjevina                           | 7−5, 6−0                                 |
| 2006    | Justine Henin                            | Anastasija Myskina                       | 4−6, 6−1, 7−6(5)                         |
| 2007    | Justine Henin (2)                        | Amélie Mauresmo                          | 7−5, 6−7(4), 7−6(2)                      |
| 2008    | Agnieszka Radwańska                      | Nadija Petrova                           | 6−4, 6−7(11), 6−4                        |
| 2009    | Caroline Wozniacki                       | Virginie Razzano                         | 7−6(5), 7−5                              |
| 2010    | Jekaterina Makarova                      | Viktorija Azarenka                       | 7−6(4), 6−4                              |
| 2011    | Marion Bartoli                           | Petra Kvitová                            | 6−1, 4−6, 7−5                            |
| 2012    | Tamira Paszek                            | Angelique Kerber                         | 5−7, 6−3, 7−5                            |
| 2013    | Jelena Vesnina                           | Jamie Hampton                            | 6−2, 6−1                                 |
| 2014    | Madison Keys                             | Angelique Kerber                         | 6−3, 3−6, 7−5                            |
| 2015    | Belinda Bencic                           | Agnieszka Radwańska                      | 6−4, 4−6, 6−0                            |
| 2016    | Dominika Cibulková                       | Karolína Plíšková                        | 7−5, 6−3                                 |
| 2017    | Karolína Plíšková                        | Caroline Wozniacki                       | 6−4, 6−4                                 |
| 2018    | Caroline Wozniacki (2)                   | Aryna Sabalenka                          | 7−5, 7−6(5)                              |
| 2019    | Karolína Plíšková (2)                    | Angelique Kerber                         | 6−1, 6−4                                 |
| 2020    | Ingen turnering pga. COVID-19-pandemien. | Ingen turnering pga. COVID-19-pandemien. | Ingen turnering pga. COVID-19-pandemien. |
| 2021    | Jeļena Ostapenko                         | Anett Kontaveit                          | 6−3, 6−3                                 |
| 2022    | Petra Kvitová                            | Jeļena Ostapenko                         | 6−3, 6−2                                 |
| 2023    | Madison Keys (2)                         | Darja Kasatkina                          | 6−2, 7−6(13)                             |
| 2024    | Darja Kasatkina (1)                      | Leylah Fernandez                         | 6−3, 6−4                                 |
| ATP 250 |                                          |                                          |                                          |
| 2025    | Maya Joint                               | Alexandra Eala                           | 6–4, 1–6, 7–6(12–10)                     |

### Damedouble
Martina Navratilova er med syv vundne titler indehaver af rekorden for flest finalesejre i damedouble. Titlerne blev vundet i perioden 1976-86, og medregnet i de syv titler er sejren i 1976, hvor hun dannede par med Chris Evert, og hvor de to amerikanere delte titlen med finalemodstanderne, Olga Morozova og Virginia Wade, fordi finalen blev afbrudt ved stillingen 1-1 i andet sæt og ikke senere genoptaget. De resterende seks af Navratilovas doubletitler blev vundet med Pam Shriver som makker, og Shriver deler dermed andenpladsen på listen over flest sejre med Lisa Raymond, der vandt sine seks titler med tre forskellige makkere i perioden 2001-10, hvor Rennae Stubbs var hendes makker i fire af tilfældene.
| År      | Mester                                                                 | Finalist                                                               | Finaleresultat                           |
| ------- | ---------------------------------------------------------------------- | ---------------------------------------------------------------------- | ---------------------------------------- |
| 1975    | Julie Anthony Olga Morozova                                            | Evonne Goolagong Peggy Michel                                          | 6−2, 6−4                                 |
| 1976    | Chris Evert / Martina Navratilova og Olga Morozova (2) / Virginia Wade | Chris Evert / Martina Navratilova og Olga Morozova (2) / Virginia Wade | 6−4, 1−1 afbrudt                         |
| 1977    | Ingen turnering                                                        | Ingen turnering                                                        | Ingen turnering                          |
| 1978    | Chris Evert (2) Betty Stöve                                            | Billie Jean King Martina Navratilova                                   | 6−4, 6−7, 7−5                            |
| 1979    | Betty Stöve (2) Wendy Turnbull                                         | Ilana Kloss Betty Ann Grubb-Stuart                                     | 6−2, 6−2                                 |
| 1980    | Kathy Jordan Anne Smith                                                | Pam Shriver Betty Stöve                                                | 6−4, 6−1                                 |
| 1981    | Martina Navratilova (2) Pam Shriver                                    | Kathy Jordan Anne Smith                                                | 6−7, 6−2, 6−1                            |
| 1982    | Martina Navratilova (3) Pam Shriver (2)                                | Kathy Jordan Anne Smith                                                | 6−3, 6−4                                 |
| 1983    | Martina Navratilova (4) Pam Shriver (3)                                | Jo Durie Anne Hobbs                                                    | 6−1, 6−0                                 |
| 1984    | Martina Navratilova (5) Pam Shriver (4)                                | Jo Durie Ann Kiyomura                                                  | 6−4, 6−2                                 |
| 1985    | Martina Navratilova (6) Pam Shriver (5)                                | Kathy Jordan Elizabeth Sayers Smylie                                   | 7−5, 6−4                                 |
| 1986    | Martina Navratilova (7) Pam Shriver (6)                                | Claudia Kohde-Kilsch Helena Suková                                     | 6−2, 6−4                                 |
| 1987    | Svetlana Parkhomenko Larisa Savtjenko                                  | Rosalyn Fairbank Elizabeth Sayers Smylie                               | 7−6(5), 4−6, 7−5                         |
| 1988    | Eva Pfaff Elizabeth Sayers Smylie                                      | Belinda Cordwell Dinky Van Rensburg                                    | 6−3, 7−6(6)                              |
| 1989    | Katrina Adams Zina Garrison                                            | Jana Novotná Helena Suková                                             | 6−3, 0−0 opg.                            |
| 1990    | Larisa Savtjenko (2) Natasja Zvereva                                   | Patty Fendick Zina Garrison                                            | 6−4, 6−3                                 |
| 1991    | Larisa Savtjenko (3) Natasja Zvereva (2)                               | Gigi Fernández Jana Novotná                                            | 2−6, 6−4, 6−4                            |
| 1992    | Jana Novotná Larisa Neiland                                            | Mary Joe Fernández Zina Garrison                                       | 6−0, 6−3                                 |
| 1993    | Gigi Fernández Natasja Zvereva (3)                                     | Jana Novotná Larisa Neiland                                            | 2−6, 7−5, 6−1                            |
| 1994    | Gigi Fernández (2) Natasja Zvereva (4)                                 | Inés Gorrochategui Helena Suková                                       | 6−7(4), 6−4, 6−3                         |
| 1995    | Jana Novotná (2) Arantxa Sánchez Vicario                               | Gigi Fernández Natasja Zvereva                                         | 0−6, 6−3, 6−4                            |
| 1996    | Jana Novotná (3) Arantxa Sánchez Vicario (2)                           | Rosalyn Fairbank Nideffer Pam Shriver                                  | 4−6, 7−5, 6−4                            |
| 1997    | Nicole Arendt / Manon Bollegraf og Lori McNeil / Helena Suková         | Nicole Arendt / Manon Bollegraf og Lori McNeil / Helena Suková         | Aflyst                                   |
| 1998    | Mariaan de Swardt Jana Novotná (4)                                     | Arantxa Sánchez Vicario Natasja Zvereva                                | 6−1, 6−3                                 |
| 1999    | Martina Hingis Anna Kurnikova                                          | Jana Novotná Natasja Zvereva                                           | 6−4, 0−0 opg.                            |
| 2000    | Ai Sugiyama Nathalie Tauziat                                           | Lisa Raymond Rennae Stubbs                                             | 2−6, 6−3, 7−6(3)                         |
| 2001    | Lisa Raymond Rennae Stubbs                                             | Cara Black Jelena Likhovtseva                                          | 6−2, 6−2                                 |
| 2002    | Lisa Raymond (2) Rennae Stubbs (2)                                     | Cara Black Jelena Likhovtseva                                          | 6−7(5), 7−6(6), 6−2                      |
| 2003    | Lisa Raymond (3) Lindsay Davenport                                     | Jennifer Capriati Magüi Serna                                          | 6−3, 6−2                                 |
| 2004    | Alicia Molik Magüi Serna                                               | Svetlana Kuznetsova Jelena Likhovtseva                                 | 6−4, 6−4                                 |
| 2005    | Lisa Raymond (4) Rennae Stubbs (3)                                     | Jelena Likhovtseva Vera Zvonarjova                                     | 6−3, 7−5                                 |
| 2006    | Svetlana Kuznetsova Amélie Mauresmo                                    | Liezel Huber Martina Navratilova                                       | 6−2, 6−4                                 |
| 2007    | Lisa Raymond (5) Samantha Stosur                                       | Květa Peschke Rennae Stubbs                                            | 6−7(5), 6−4, 6−3                         |
| 2008    | Cara Black Liezel Huber                                                | Květa Peschke Rennae Stubbs                                            | 2−6, 6−0, [10−8]                         |
| 2009    | Akgul Amanmuradova Ai Sugiyama (2)                                     | Samantha Stosur Rennae Stubbs                                          | 6−4, 6−3                                 |
| 2010    | Lisa Raymond (6) Rennae Stubbs (4)                                     | Květa Peschke Katarina Srebotnik                                       | 6−2, 2−6, [13−11]                        |
| 2011    | Květa Peschke Katarina Srebotnik                                       | Liezel Huber Lisa Raymond                                              | 6−3, 6−0                                 |
| 2012    | Nuria Llagostera Vives María José Martínez Sánchez                     | Liezel Huber Lisa Raymond                                              | 6−4, 0−0 opg.                            |
| 2013    | Nadija Petrova Katarina Srebotnik (2)                                  | Monica Niculescu Klára Zakopalová                                      | 6−3, 6−3                                 |
| 2014    | Chan Hao-Ching Chan Yung-Jan                                           | Martina Hingis Flavia Pennetta                                         | 6−3, 5−7, [10−7]                         |
| 2015    | Caroline Garcia Katarina Srebotnik (3)                                 | Chan Yung-Jan Zheng Jie                                                | 7−6(5), 6−2                              |
| 2016    | Darija Jurak Anastasia Rodionova                                       | Chan Hao-Ching Chan Yung-Jan                                           | 5−7, 7−6(4), [10−6]                      |
| 2017    | Chan Yung-Jan (2) Martina Hingis (2)                                   | Ashleigh Barty Casey Dellacqua                                         | 6−3, 7−5                                 |
| 2018    | Gabriela Dabrowski Xu Yifan                                            | Irina-Camelia Begu Mihaela Buzărnescu                                  | 6−3, 7−5                                 |
| 2019    | Chan Hao-Ching (2) Latisha Chan (3)                                    | Kirsten Flipkens Bethanie Mattek-Sands                                 | 2−6, 6−3, [10−6]                         |
| 2020    | Ingen turnering pga. COVID-19-pandemien.                               | Ingen turnering pga. COVID-19-pandemien.                               | Ingen turnering pga. COVID-19-pandemien. |
| 2021    | Shuko Aoyama Ena Shibahara                                             | Nicole Melichar Demi Schuurs                                           | 6−1, 6−4                                 |
| 2022    | Aleksandra Krunić Magda Linette                                        | Ljudmyla Kitjenok Jeļena Ostapenko                                     | w.o.                                     |
| 2023    | Desirae Krawczyk Demi Schuurs                                          | Nicole Melichar-Martinez Ellen Perez                                   | 6−2, 6−4                                 |
| 2024    | Ljudmyla Kitjenok Jeļena Ostapenko                                     | Gabriela Dabrowski Erin Routliffe                                      | 5−7, 7−6(2), [10−8]                      |
| ATP 250 |                                                                        |                                                                        |                                          |
| 2025    | Marie Bouzková Anna Danilina                                           | Hsieh Su-wei Maya Joint                                                | 6–4, 7–5                                 |

### Herresingle
Feliciano López og Taylor Fritz er de eneste spillere, der har vundet turneringen mere end én gang.
| År      | Mester                                   | Finalist                                 | Finaleresultat                           |
| ------- | ---------------------------------------- | ---------------------------------------- | ---------------------------------------- |
| 2009    | Dmitrij Tursunov                         | Frank Dancevic                           | 6−3, 7−6(5)                              |
| 2010    | Michaël Llodra                           | Guillermo García-López                   | 7−5, 6−2                                 |
| 2011    | Andreas Seppi                            | Janko Tipsarević                         | 7−6(5), 3−6, 5−3 opg.                    |
| 2012    | Andy Roddick                             | Andreas Seppi                            | 6−3, 6−2                                 |
| 2013    | Feliciano López                          | Gilles Simon                             | 7−6(2), 6−7(5), 6−0                      |
| 2014    | Feliciano López (2)                      | Richard Gasquet                          | 6−3, 6−7(5), 7−5                         |
| 2015−16 | Ingen turneringer                        | Ingen turneringer                        | Ingen turneringer                        |
| 2017    | Novak Djokovic                           | Gaël Monfils                             | 6−3, 6−4                                 |
| 2018    | Mischa Zverev                            | Lukáš Lacko                              | 6−4, 6−4                                 |
| 2019    | Taylor Fritz                             | Sam Querrey                              | 6−3, 6−4                                 |
| 2020    | Ingen turnering pga. COVID-19-pandemien. | Ingen turnering pga. COVID-19-pandemien. | Ingen turnering pga. COVID-19-pandemien. |
| 2021    | Alex de Minaur                           | Lorenzo Sonego                           | 4−6, 6−4, 7−6(5)                         |
| 2022    | Taylor Fritz (2)                         | Maxime Cressy                            | 6−2, 6−7(4), 7−6(4)                      |
| 2023    | Francisco Cerúndolo                      | Tommy Paul                               | 6−4, 1−6, 6−4                            |
| 2024    | Taylor Fritz (3)                         | Max Purcell                              | 6−4, 6−3                                 |
| 2025    | Taylor Fritz (4)                         | Jenson Brooksby                          | 7–5, 6–1                                 |

### Herredouble
Polakkerne Mariusz Fyrstenberg og Marcin Matkowski blev de første spillere, der vandt herredoubletitlen mere end én gang. Parret vandt de to første udgaver af turneringen i 2009 og 2010, men de blev senere overgået af kroaterne Nikola Mektić og Mate Pavić, der sikrede sit titlen tre år i træk fra 2021 til 2023.
| År      | Mestre                                       | Finalister                               | Finaleresultat                           |
| ------- | -------------------------------------------- | ---------------------------------------- | ---------------------------------------- |
| 2009    | Mariusz Fyrstenberg Marcin Matkowski         | Travis Parrott Filip Polášek             | 6−4, 6−4                                 |
| 2010    | Mariusz Fyrstenberg (2) Marcin Matkowski (2) | Colin Fleming Ken Skupski                | 6−3, 5−7, [10−8]                         |
| 2011    | Jonathan Erlich Andy Ram                     | Grigor Dimitrov Andreas Seppi            | 6−3, 6−3                                 |
| 2012    | Colin Fleming Ross Hutchins                  | Jamie Delgado Ken Skupski                | 6−4, 6−3                                 |
| 2013    | Alexander Peya Bruno Soares                  | Colin Fleming Jonathan Marray            | 3−6, 6−3, [10−8]                         |
| 2014    | Treat Huey Dominic Inglot                    | Alexander Peya Bruno Soares              | 7−5, 5−7, [10−8]                         |
| 2015−16 | Ingen turneringer                            | Ingen turneringer                        | Ingen turneringer                        |
| 2017    | Bob Bryan Mike Bryan                         | Rohan Bopanna André Sá                   | 6−7(4), 6−4, [10−3]                      |
| 2018    | Luke Bambridge Jonny O'Mara                  | Ken Skupski Neal Skupski                 | 7−5, 6−4                                 |
| 2019    | Juan Sebastián Cabal Robert Farah            | Máximo González Horacio Zeballos         | 3−6, 7−6(4), [10−6]                      |
| 2020    | Ingen turnering pga. COVID-19-pandemien.     | Ingen turnering pga. COVID-19-pandemien. | Ingen turnering pga. COVID-19-pandemien. |
| 2021    | Nikola Mektić Mate Pavić                     | Rajeev Ram Joe Salisbury                 | 6−4, 6−3                                 |
| 2022    | Nikola Mektić (2) Mate Pavić (2)             | Matwé Middelkoop Luke Saville            | 6−4, 6−2                                 |
| 2023    | Nikola Mektić (3) Mate Pavić (3)             | Ivan Dodig Austin Krajicek               | 6−4, 6−2                                 |
| 2024    | Neal Skupski Michael Venus                   | Matthew Ebden John Peers                 | 4−6, 7−6(2), [11−9]                      |
| 2025    | Julian Cash Lloyd Glasspool                  | Ariel Behar Joran Vliegen                | 6–4, 7–6(7–5)                            |